# Новий Любуш
Новий Любуш (пол. Nowy Lubusz, нім. Neu Lebus) — село в Польщі, у гміні Слубіце Слубицького повіту Любуського воєводства.
Населення — 196 осіб (2011).
У 1975-1998 роках село належало до Гожовського воєводства.

## Демографія
Демографічна структура станом на 31 березня 2011 року:
|          | Загалом | Допрацездатний вік | Працездатний вік | Постпрацездатний вік |
| -------- | ------- | ------------------ | ---------------- | -------------------- |
| Чоловіки | 111     | 28                 | 76               | 7                    |
| Жінки    | 85      | 13                 | 58               | 14                   |
| Разом    | 196     | 41                 | 134              | 21                   |